# Жіу-Парошень
Жіу-Парошень, Жіу-Парошені (рум. Jiu-Paroșeni) — село у повіті Хунедоара в Румунії. Адміністративно підпорядковане місту Вулкан.
Село розташоване на відстані 245 км на північний захід від Бухареста, 63 км на південний схід від Деви, 123 км на північ від Крайови.

## Населення
За даними перепису населення 2002 року у селі проживали 1947 осіб.
Національний склад населення села:
| Національність | Кількість осіб | Відсоток |
| -------------- | -------------- | -------- |
| румуни         | 1787           | 91,8%    |
| угорці         | 104            | 5,3%     |
| цигани         | 39             | 2,0%     |
| німці          | 9              | 0,5%     |
| поляки         | 7              | 0,4%     |

Рідною мовою назвали:
| Мова      | Кількість осіб | Відсоток |
| --------- | -------------- | -------- |
| румунська | 1861           | 95,6%    |
| угорська  | 80             | 4,1%     |